# 车华松
车华松，男丶中共政治人物丶中共黨員丶軍事人物丶中國人民解放军少將。曾仼職北京軍區丶其后分別擔任過內蒙古軍區司令員兼军区党委書記丶副司令員。